# Ryōma Tanaka
Ryōma Tanaka (jap. 田中龍馬, Tanaka Ryōma; * 28. Dezember 2001) ist ein japanischer Judoka. Er war Weltmeister und Asienspielesieger im Halbleichtgewicht, der Gewichtsklasse bis 66 Kilogramm.

## Sportliche Karriere
Tanaka siegte im April 2021 bei den japanischen Meisterschaften, wobei er im Finale Taikoh Fujisaka bezwang. Im Oktober 2021 erreichten die beiden das Finale beim Grand-Slam-Turnier in Paris und Tanaka gewann.
Bei den im September 2023 ausgetragenen Asienspielen in Hangzhou besiegte Tanaka im Halbfinale den Südkoreaner An Ba-ul und im Finale den Mongolen Jondonperenlein Baschüü. Im Mai 2024 bei den Weltmeisterschaften in Abu Dhabu gewann er im Viertelfinale gegen An Ba-ul und im Halbfinale gegen den Italiener Mateo Piras. Im Finale standen mit Ryōma Tanaka und Takeshi Takeoka zwei Japaner und Tanaka gewann den Kampf.